# Fredrikstad FK
Pour les articles homonymes, voir FFK.
Maillots
Actualités
Dernière mise à jour : 24 septembre 2024.
Le Fredrikstad FK (FFK) est un club norvégien de football basé à Fredrikstad qui évolue en  Eliteserien depuis 2024.

## Historique
- 1903 : fondation du club
- 1960 : 1re participation à une Coupe d'Europe (C1, saison 1960/61)

## Bilan sportif

### Palmarès
- Championnat de Norvège (9)
  - Champion : 1938, 1939, 1949, 1951, 1952, 1954, 1957, 1960, 1961

- Championnat de Norvège de deuxième division (1)
  - Champion : 2023

- Championnat de Norvège de troisième division (1)
  - Champion : 2020

- Coupe de Norvège (12)
  - Vainqueur : 1932, 1935, 1936, 1938, 1940, 1950, 1957, 1961, 1966, 1984, 2006, 2024
  - Finaliste : 1945, 1946, 1948, 1954, 1963, 1969, 1971

### Bilan européen
Note : dans les résultats ci-dessous, le score du club est toujours donné en premier.
| Saison    | Compétition               | Tour                | Club              | Domicile | Extérieur | Total  |
| --------- | ------------------------- | ------------------- | ----------------- | -------- | --------- | ------ |
| 1960-1961 | Coupe des clubs champions | Tour préliminaire   | Ajax Amsterdam    | 4 - 3    | 0 - 0     | 4 - 3  |
| 1960-1961 | Coupe des clubs champions | Seizièmes de finale | AGF Aarhus        | 0 - 1    | 0 - 3     | 0 - 4  |
| 1961-1962 | Coupe des clubs champions | Tour préliminaire   | Standard de Liège | 0 - 2    | 1 - 2     | 1 - 4  |
| 1962-1963 | Coupe des clubs champions | Tour préliminaire   | Vasas SC          | 1 - 4    | 0 - 7     | 1 - 11 |
| 1967-1968 | Coupe des coupes          | Seizièmes de finale | Vitória Setúbal   | 1 - 5    | 1 - 2     | 2 - 7  |
| 1972-1973 | Coupe des coupes          | Seizièmes de finale | Hajduk Split      | 0 - 1    | 0 - 1     | 0 - 2  |
| 1973-1974 | Coupe UEFA                | Premier tour        | Dynamo Kiev       | 0 - 1    | 0 - 4     | 0 - 5  |
| 1985-1986 | Coupe des coupes          | Seizièmes de finale | Bangor City       | 1 - 1    | 0 - 0     | 1 - 1E |
| 2007-2008 | Coupe UEFA                | Deuxième tour Q     | Hammarby IF       | 1 - 1    | 1 - 2     | 2 - 3  |
| 2009-2010 | Ligue Europa              | Troisième tour Q    | Lech Poznań       | 1 - 6    | 2 - 1     | 3 - 7  |
| 2025-2026 | Ligue Europa              | Troisième tour Q    | FC Midtjylland    | 1 - 3    | 0 - 2     | 1 - 5  |
| 2025-2026 | Ligue Conférence          | Barrages Q          | Crystal Palace    | -        | -         | -      |

Légende
- Victoire ou qualification pour le tour suivant
- Match nul
- Défaite ou élimination de la compétition

## Identité visuelle

Ancien logo.
Logo actuel.

## Personnalités du club

### Effectif actuel (2024)
| N° | Nat.                   | Poste | Nom du joueur            |
| -- | ---------------------- | ----- | ------------------------ |
| 1  | Drapeau de la Norvège  | G     | Håvar Jenssen            |
| 2  | Drapeau de la Suède    | D     | Tim Björkström           |
| 3  | Drapeau de la Norvège  | D     | Brage Skaret             |
| 4  | Drapeau de la Norvège  | D     | Stian Stray Molde        |
| 5  | Drapeau de la Norvège  | D     | Simen Rafn (capitaine)   |
| 6  | Drapeau de la Norvège  | D     | Philip Sandvik Aukland   |
| 7  | Drapeau des Îles Féroé | M     | Brandur Hendriksson      |
| 9  | Drapeau de la Norvège  | A     | Henrik Kjelsrud Johansen |
| 10 | Drapeau de la Norvège  | M     | Morten Bjørlo            |
| 11 | Drapeau de la Guinée   | A     | Maï Traoré               |
| 12 | Drapeau du Canada      | M     | Patrick Metcalfe         |
| 13 | Drapeau de la Norvège  | M     | Sondre Sørløkk           |
| 14 | Drapeau des Îles Féroé | A     | Jóannes Bjartalíð        |

| No. | Nat.                  | Position | Nom du joueur                      |
| --- | --------------------- | -------- | ---------------------------------- |
| 17  | Drapeau de la Norvège | D        | Sigurd Kvile                       |
| 18  | Drapeau de la Norvège | D        | Ludvig Begby                       |
| 19  | Drapeau de l'Islande  | M        | Júlíus Magnússon                   |
| 20  | Drapeau du Danemark   | M        | Jeppe Kjær (en prêt de Bodø/Glimt) |
| 21  | Drapeau de la Norvège | M        | Oscar Jansson                      |
| 22  | Drapeau du Ghana      | D        | Maxwell Woledzi                    |
| 23  | Drapeau de la Norvège | M        | Erlend Segberg                     |
| 25  | Drapeau de la Norvège | G        | Ole Langbråten                     |
| 26  | Drapeau du Danemark   | D        | Mads Nielsen                       |
| 28  | Drapeau de la Norvège | D        | Imre Bech Hermansen                |
| 29  | Drapeau de la Norvège | A        | Oscar Aga (en prêt de Rosenborg)   |
| 30  | Drapeau du Danemark   | G        | Jonathan Fischer                   |
| 33  | Drapeau de la Norvège | M        | Filip Alexandersen Stensland       |